# 大相撲宝暦7年10月場所
大相撲宝暦7年10月場所（おおずもうほうれき7ねん10がつばしょ）は、宝暦7年（1757年）10月に開催された江戸相撲（大相撲の前身）の本場所。興行場所は浅草御蔵前八幡宮社内。

## 概要
江戸相撲の起源は定かでないが、京都での相撲興業が文禄・慶長年間に行われていることがわかっており、江戸幕府開府とともにそれが江戸へと流れ込んできたものと推測されている。江戸相撲は浪人たちが多数参加することによって一大勢力を築いていたが、それゆえに相撲に起因する騒動も大きく、慶安元年（1641年）以降、幕府からは再三禁令が出されるにいたった。その後、町中を外れた寺社の境内などでの開催は許可制（寺社奉行の監督下）で認められるようになり、貞享元年（1684年）に深川八幡宮境内において興業が行われた記録が残っている。
江戸相撲初期の番付については、偽作と思われるものが多い。酒井忠正が調査した範囲では、信頼できる番付は古い順に享保9年6月場所、享保11年10月場所、宝暦3年10月場所、宝暦7年10月場所であるという。大関の歴代は宝暦7年10月場所の雪見山を初代とすることが多いため、これに従うとすれば宝暦7年10月場所が現在の大相撲に連なる最古の場所ということになる。

## 幕内番付・星取表
| 東             | 東   | 東             | 番付      | 西             | 西   | 西              |
| 備考           | 成績 | 力士名         | 番付      | 力士名         | 成績 | 備考            |
| -------------- | ---- | -------------- | --------- | -------------- | ---- | --------------- |
| 新大関（初代） | -    | 雪見山堅太夫   | 大関      | 白川関右エ門   | -    | 新大関（第2代） |
|                | -    | 大鳴戸淀右エ門 | 関脇      | 礒碇平左エ門   | -    |                 |
|                | -    | 都山三太左エ門 | 小結      | 源氏山住右エ門 | -    |                 |
|                | -    | 外ヶ濱嶋之助   | 前頭筆頭  | 関ノ戸億右エ門 | -    |                 |
|                | -    | 手柄山仁太夫   | 前頭2枚目 | 四ツ車大八     | -    |                 |
|                | -    | 出野里四方之助 | 前頭3枚目 | 小松山音右衛門 | -    |                 |
|                | -    | 不知火光右エ門 | 前頭4枚目 | 宮城野丈助     | -    |                 |
|                | -    | 響野灘右エ門   | 前頭5枚目 | 横雲林右エ門   | -    |                 |
|                | -    | 八嶋圓之助     | 前頭6枚目 | 八ツ橋沢右エ門 | -    |                 |
|                | -    | 渡山光右エ門   | 前頭7枚目 | 山姿乙右エ門   | -    |                 |

## 備考
- 星取は明らかになっていない。